# Anna Alàs Jové

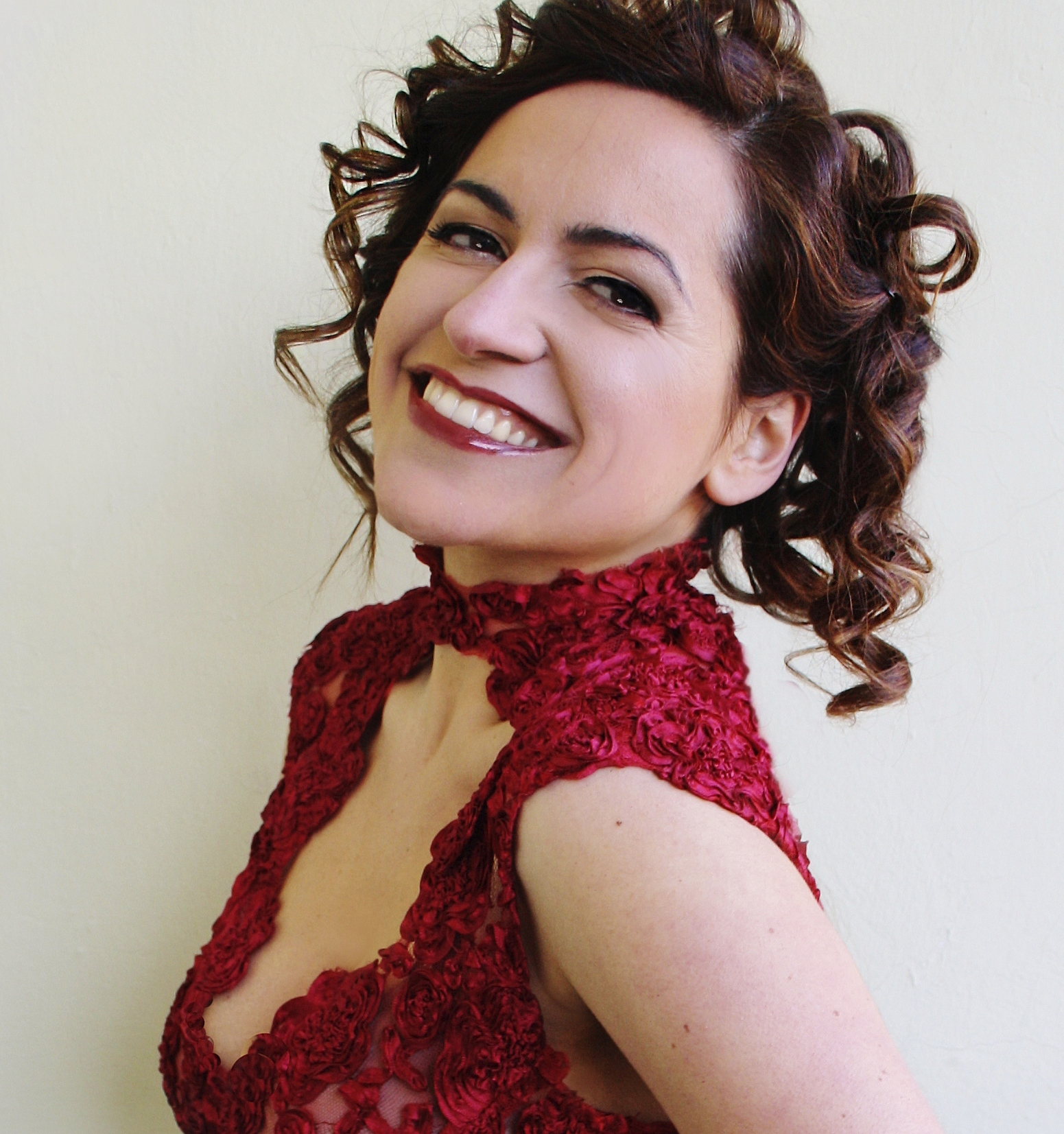
Anna Alàs i Jové, 2015

Anna Alàs i Jové (* 1980 in Terrassa, Katalonien) ist eine spanische Opernsängerin (Mezzosopran).

## Leben
Anna Alàs Jové wurde in Terrassa (Katalonien) geboren, wo sie ihren ersten Gesangsunterricht bei Alícia Prieto erhielt und diesen später bei Julia Conwell (Wien) fortsetzte. Während ihres Studiums an der Musikhochschule Kataloniens (ESMuC) bei Enedina Lloris und Mireia Pintó, war sie im Rahmen eines Erasmusprogramms (2005/2006) Stipendiatin an der Hochschule für Musik Karlsruhe. Dort war sie Mitglied der Opernschule und der Liedklasse des Liedduos Mitsuko Shirai/Hartmut Höll. Nach dem Abschluss ihres Gesangsstudiums war sie am Internationalen Opernstudio des Staatstheaters Nürnberg engagiert. Später schloss sie ihr Masterstudium in Lied und Oratorium an der Hochschule für Musik „Hanns Eisler“ Berlin bei Anneliese Fried und Wolfram Rieger.
Durch ihr Interesse für die Neue Musik wirkte sie bereits an vielen Uraufführungen. Innerhalb ihrer Tätigkeit als Solistin hat sie sich ein breites Oratorienrepertoire angeeignet, das vom Barock bis zur Moderne breit gefächert ist. Ihre Engagements führten sie an viele bedeutenden Opern- und Konzerthäuser Europas.
Außerdem wirkte sie an Rundfunk- und Fernsehaufnahmen für den Bayerischen Rundfunk, Deutschlandradio Kultur, WDR 3 u. a. mit.

## Auszeichnungen
- 2005 1. Preis beim Gesangswettbewerb Joan Massià (Barcelona)
- 2005 Stipendiatin der Humboldt-Stiftung (Bonn)
- 2007 Stipendiatin des DAAD-La Caixa (Barcelona)
- 2009 Finalistin beim Richard Strauss-Gesangswettbewerb (München)
- 2010 2. Preis beim P. A. Cesti Gesangswettbewerb für Barockoper (Innsbruck)
- 2010 2. Preis beim Internationalen Wettbewerb für Liedkunst (Stuttgart) neben dem Pianisten Alexander Fleischer
- 2010 Stipendiatin des Caja Madrids (Madrid)

## Diskografie
Alben
- 2017: Manuel Blancafort. Gesamte Lieder Vol 1. Barcelona. Naxos Records - Spanish classics.
- 2016: Joaquim Serra. „Tempesta esvaïda“. Barcelona. Ficta Edicions.
- 2015: Enric Morera. „La Viola d’Or“. Barcelona. Discmedi.
- 2014: Enric Morera „La Santa Espina“. Barcelona. Discmedi.